# Гуннун
Гунну́н (кит. упр. 工农, пиньинь Gōngnóng, буквально: «Рабочие и крестьяне») — район городского подчинения городского округа Хэган провинции Хэйлунцзян (КНР).

## История
В 1914 году в этих местах были обнаружены запасы каменного угля. В 1916 году Шэнь Суннянь получил официальное разрешение на разработку месторождения, и в 1918 году организовал общество с ограниченной ответственностью, начавшее добычу угля. Район быстро развивался, и в 1926 году сюда была построена железнодорожная линия. К 1929 году в районе угольных разработок вырос посёлок, который называли Цзецзи (街基).
В 1932 году в Маньчжурии японцами было создано марионеточное государство Маньчжоу-го. С 1938 года уголь стал добываться японскими компаниями, а оставшиеся без работы китайцы были переселены южнее, где образовался посёлок Синьцзецзи (新街基 — «Новый Цзецзи»).
В 1958 году на этой территории была образована Экономическая зона «Синьцзецзи», а в 1960 году официально образован район Синьцзецзи. В 1966 году он был переименован в Гуннун.

## Административное деление
Район Гуннун делится на 6 уличных комитетов (в городе Хэган).
| № | Название | Название (кит.) | Статус          | Население чел. (2010) | На карте                         |
| - | -------- | --------------- | --------------- | --------------------- | -------------------------------- |
| 1 | Юйцай    | 育才街道办事处  | уличный комитет | 29910                 | 47°19′00″ с. ш. 130°15′36″ в. д. |
| 2 | Туаньцзе | 团结街道办事处  | уличный комитет | 28823                 | 47°19′00″ с. ш. 130°15′36″ в. д. |
| 3 | Синьнань | 新南街道办事处  | уличный комитет | 24341                 | 47°19′00″ с. ш. 130°15′36″ в. д. |
| 4 | Цзефан   | 解放街道办事处  | уличный комитет | 24178                 | 47°19′00″ с. ш. 130°15′36″ в. д. |
| 5 | Хунци    | 红旗街道办事处  | уличный комитет | 20267                 | 47°19′00″ с. ш. 130°15′36″ в. д. |
| 6 | Хубинь   | 湖滨街道办事处  | уличный комитет | 12551                 | 47°19′00″ с. ш. 130°15′36″ в. д. |

## Соседние административные единицы
Район Гуннун на севере граничит с районом Сянъян, на востоке — с районом Наньшань, на юге — с районом Синъань, на западе — с районом Дуншань.